# Polsat Viasat Explore
Polsat Viasat Explore (dawniej Polsat Viasat Explorer) – szwedzka stacja telewizyjna. Na antenie stacji emitowane są programy dokumentalne i rozrywkowe o tematyce przyrodniczo-podróżniczej, przygodowej, nowych technologii, kryminalistycznej, łowiecko-wędkarskiej i motoryzacyjnej. Dawniej emitowano również programy ze świata dzikich zwierząt i sportów ekstremalnych. Nadawcą kanału jest grupa medialna Viasat i Telewizja Polsat.

## Sygnał
Viasat Explorer rozpoczął swoje nadawanie w krajach Skandynawii (Szwecji, Danii, Finlandii i Norwegii) w 2002 roku, a w 2003 roku rozpoczął swoją ekspansję na pozostałe rynki europejskie.
Sygnał Viasat Explore nadawany jest w:
- Skandynawii (w Szwecji, Norwegii, Danii, Finlandii),
- Europie Wschodniej (w Estonii, Rosji, Mołdawii oraz na Litwie, Łotwie, Ukrainie, Białorusi) oraz
- Europie Środkowo-Wschodniej (w Polsce, Czechach, Rumunii, Bułgarii oraz na Węgrzech).

W Polsce stacja dostępna jest od 2003 roku w polskiej wersji językowej. Od 2004 roku sygnał stacji dostępny był w godzinach 05:00-23:00, gdyż dzielił nadawanie z amerykańską stacją erotyczną Spice w godzinach 23:00–05:00.
Do 15 maja 2012 Viasat Explorer była nadawana we wspólnej wersji w Środkowej i Wschodniej Europie, krajach bałtyckich i Europie Północnej. W celu dokonania możliwości wyboru programów, które będą dostosowane dla widzów regionu Europy Środkowej i Wschodniej nadawca zdecydował się na uruchomienie osobnego dosyłu Viasat Explorer CEE. Od połowy maja 2012 roku w Europie nadają dwie wersje programu.
Od tego dnia stacja nadaje w panoramicznym formacie obrazu 16:9. Jednocześnie Viasat Explorer nadaje o jedną godzinę dłużej. Emisja rozpoczyna się o godz. 5 rano i kończy o północy (do tej pory o 23:00). Rozdzielenie dosyłu miało wpływ również na kanał Spice, który nadaje od tego dnia od północy do piątej rano. Od 29 kwietnia 2014 roku europejska wersja nadaje pod nazwą Viasat Explore.

## Programy
W ciągu 18-godzinnego bloku emisyjnego oferowane są programy poświęcone takim zagadnieniom jak:
- Dzika przygoda,
- Świat nauki,
- Zbrodnia i śledztwo,
- Urodzeni mordercy,
- Gniewna Ziemia,
- Męskie zabawki,